# Eleições presidenciais portuguesas de 2006 no distrito de Santarém
| Eleições presidenciais portuguesas de 2006 Distritos: Aveiro \| Beja \| Braga \| Bragança \| Castelo Branco \| Coimbra \| Évora \| Faro \| Guarda \| Leiria \| Lisboa \| Portalegre \| Porto \| Santarém \| Setúbal \| Viana do Castelo \| Vila Real \| Viseu \| Açores \| Madeira \| Estrangeiro |

## Resultados por Concelho
Os resultados nos concelhos do Distrito de Santarém foram os seguintes:

### Abrantes
| Candidato               | Candidato               | Votos  | %               |
| ----------------------- | ----------------------- | ------ | --------------- |
|                         | Aníbal Cavaco Silva     | 8 930  | 39,44 / 100,00  |
|                         | Manuel Alegre           | 6 174  | 27,27 / 100,00  |
|                         | Mário Soares            | 3 712  | 16,40 / 100,00  |
|                         | Jerónimo de Sousa       | 1 899  | 8,39 / 100,00   |
|                         | Francisco Louçã         | 1 802  | 7,96 / 100,00   |
|                         | Garcia Pereira          | 123    | 0,54 / 100,00   |
| Votos Inválidos         | Votos Inválidos         | 484    | 2,09 / 100,00   |
| Total                   | Total                   | 23 124 | 100,00 / 100,00 |
| Eleitorado/Participação | Eleitorado/Participação | 37 295 | 62,00 / 100,00  |

| Freguesia               | %     | %     | %     | %     | %     | %    | Votantes |
| Freguesia               | ACS   | MA    | MS    | JDS   | FL    | GP   | Votantes |
| ----------------------- | ----- | ----- | ----- | ----- | ----- | ---- | -------- |
| Abrantes (São João)     | 43,01 | 27,84 | 16,77 | 6,29  | 5,49  | 0,60 | 1 020    |
| Abrantes (São Vicente)  | 43,51 | 28,97 | 13,29 | 5,92  | 7,82  | 0,49 | 5 356    |
| Aldeia do Mato          | 88,15 | 4,03  | 6,16  | 0,71  | 0,95  | 0    | 429      |
| Alferrarede             | 41,87 | 23,93 | 16,99 | 9,18  | 7,44  | 0,59 | 2 251    |
| Alvega                  | 40,13 | 27,79 | 15,13 | 9,23  | 7,40  | 0,32 | 952      |
| Bemposta                | 30,42 | 27,78 | 19,29 | 11,47 | 10,03 | 1,02 | 1 200    |
| Carvalhal               | 56,78 | 22,53 | 10,99 | 3,30  | 6,23  | 0,18 | 563      |
| Concavada               | 19,57 | 31,90 | 27,08 | 12,33 | 7,51  | 1,61 | 375      |
| Fontes                  | 69,31 | 12,80 | 12,20 | 3,05  | 1,83  | 0,81 | 519      |
| Martinchel              | 59,85 | 19,22 | 12,17 | 3,65  | 4,38  | 0,73 | 429      |
| Mouriscas               | 43,42 | 22,82 | 13,59 | 13,16 | 6,41  | 0,60 | 1 192    |
| Pego                    | 23,19 | 34,82 | 21,21 | 10,31 | 9,80  | 0,66 | 1 385    |
| Rio de Moinhos          | 44,94 | 23,72 | 14,42 | 9,57  | 7,07  | 0,28 | 745      |
| Rossio ao Sul do Tejo   | 33,69 | 30,45 | 19,81 | 7,56  | 7,86  | 0,62 | 1 317    |
| São Facundo             | 22,19 | 32,30 | 25,14 | 11,38 | 8,57  | 0,42 | 721      |
| São Miguel do Rio Torto | 30,69 | 30,20 | 20,17 | 9,66  | 8,86  | 0,43 | 1 653    |
| Souto                   | 75,35 | 12,47 | 6,09  | 3,60  | 2,49  | 0    | 375      |
| Tramagal                | 29,12 | 30,86 | 16,21 | 10,53 | 12,82 | 0,46 | 2 234    |
| Vale das Mós            | 17,62 | 28,04 | 28,78 | 15,63 | 9,18  | 0,74 | 408      |
| Abrantes                | 39,44 | 27,27 | 16,40 | 8,39  | 7,96  | 0,54 | 23 124   |

### Alcanena
| Candidato               | Candidato               | Votos  | %               |
| ----------------------- | ----------------------- | ------ | --------------- |
|                         | Aníbal Cavaco Silva     | 4 141  | 51,17 / 100,00  |
|                         | Manuel Alegre           | 1 795  | 22,18 / 100,00  |
|                         | Mário Soares            | 979    | 12,10 / 100,00  |
|                         | Jerónimo de Sousa       | 764    | 9,44 / 100,00   |
|                         | Francisco Louçã         | 371    | 4,58 / 100,00   |
|                         | Garcia Pereira          | 42     | 0,52 / 100,00   |
| Votos Inválidos         | Votos Inválidos         | 211    | 2,54 / 100,00   |
| Total                   | Total                   | 8 303  | 100,00 / 100,00 |
| Eleitorado/Participação | Eleitorado/Participação | 12 449 | 66,70 / 100,00  |

| Freguesia              | %     | %     | %     | %     | %    | %    | Votantes |
| Freguesia              | ACS   | MA    | MS    | JDS   | FL   | GP   | Votantes |
| ---------------------- | ----- | ----- | ----- | ----- | ---- | ---- | -------- |
| Alcanena               | 44,38 | 25,72 | 12,08 | 12,62 | 4,49 | 0,71 | 2 314    |
| Bugalhos               | 42,13 | 23,97 | 18,91 | 8,24  | 6,55 | 0,19 | 546      |
| Espinheiro             | 39,82 | 28,38 | 18,76 | 10,07 | 2,75 | 0,23 | 441      |
| Louriceira             | 33,67 | 26,94 | 20,54 | 12,46 | 6,06 | 0,34 | 309      |
| Malhou                 | 29,57 | 37,02 | 16,17 | 11,49 | 5,11 | 0,64 | 478      |
| Minde                  | 67,57 | 14,43 | 7,14  | 6,44  | 3,92 | 0,50 | 2 042    |
| Moitas Venda           | 68,55 | 15,55 | 10,42 | 2,12  | 2,83 | 0,53 | 594      |
| Monsanto               | 39,96 | 29,92 | 11,74 | 12,31 | 5,68 | 0,38 | 539      |
| Serra de Santo António | 79,45 | 11,23 | 4,66  | 2,54  | 1,69 | 0,42 | 477      |
| Vila Moreira           | 33,94 | 22,63 | 18,61 | 15,33 | 8,94 | 0,55 | 563      |
| Alcanena               | 51,17 | 22,18 | 12,10 | 9,44  | 4,58 | 0,52 | 8 303    |

### Almeirim
| Candidato               | Candidato               | Votos  | %               |
| ----------------------- | ----------------------- | ------ | --------------- |
|                         | Aníbal Cavaco Silva     | 3 856  | 35,95 / 100,00  |
|                         | Manuel Alegre           | 3 247  | 30,27 / 100,00  |
|                         | Mário Soares            | 1 786  | 16,65 / 100,00  |
|                         | Jerónimo de Sousa       | 1 215  | 11,33 / 100,00  |
|                         | Francisco Louçã         | 570    | 5,31 / 100,00   |
|                         | Garcia Pereira          | 53     | 0,49 / 100,00   |
| Votos Inválidos         | Votos Inválidos         | 189    | 1,73 / 100,00   |
| Total                   | Total                   | 10 916 | 100,00 / 100,00 |
| Eleitorado/Participação | Eleitorado/Participação | 18 690 | 58,41 / 100,00  |

| Freguesia            | %     | %     | %     | %     | %    | %    | Votantes |
| Freguesia            | ACS   | MA    | MS    | JDS   | FL   | GP   | Votantes |
| -------------------- | ----- | ----- | ----- | ----- | ---- | ---- | -------- |
| Almeirim             | 39,79 | 31,14 | 14,63 | 8,74  | 5,27 | 0,43 | 5 964    |
| Benfica do Ribatejo  | 20,89 | 31,50 | 19,84 | 21,68 | 5,57 | 0,52 | 1 540    |
| Fazendas de Almeirim | 36,45 | 28,54 | 17,51 | 11,40 | 5,50 | 0,60 | 3 063    |
| Raposa               | 32,94 | 25,07 | 29,45 | 8,75  | 3,21 | 0,58 | 349      |
| Almeirim             | 35,95 | 30,27 | 16,65 | 11,33 | 5,31 | 0,49 | 10 916   |

### Alpiarça
| Candidato               | Candidato               | Votos | %               |
| ----------------------- | ----------------------- | ----- | --------------- |
|                         | Jerónimo de Sousa       | 1 498 | 36,40 / 100,00  |
|                         | Manuel Alegre           | 1 054 | 25,61 / 100,00  |
|                         | Aníbal Cavaco Silva     | 815   | 19,81 / 100,00  |
|                         | Mário Soares            | 529   | 12,86 / 100,00  |
|                         | Francisco Louçã         | 206   | 5,01 / 100,00   |
|                         | Garcia Pereira          | 13    | 0,32 / 100,00   |
| Votos Inválidos         | Votos Inválidos         | 54    | 1,29 / 100,00   |
| Total                   | Total                   | 4 169 | 100,00 / 100,00 |
| Eleitorado/Participação | Eleitorado/Participação | 6 562 | 63,53 / 100,00  |

| Freguesia | %     | %     | %     | %     | %    | %    | Votantes |
| Freguesia | JDS   | MA    | ACS   | MS    | FL   | GP   | Votantes |
| --------- | ----- | ----- | ----- | ----- | ---- | ---- | -------- |
| Alpiarça  | 36,40 | 25,61 | 19,81 | 12,86 | 5,01 | 0,32 | 4 169    |
| Alpiarça  | 36,40 | 25,61 | 19,81 | 12,86 | 5,01 | 0,32 | 4 169    |

### Benavente
| Candidato               | Candidato               | Votos  | %               |
| ----------------------- | ----------------------- | ------ | --------------- |
|                         | Aníbal Cavaco Silva     | 3 944  | 37,19 / 100,00  |
|                         | Manuel Alegre           | 2 604  | 24,56 / 100,00  |
|                         | Jerónimo de Sousa       | 2 165  | 20,42 / 100,00  |
|                         | Mário Soares            | 1 139  | 10,74 / 100,00  |
|                         | Francisco Louçã         | 695    | 6,55 / 100,00   |
|                         | Garcia Pereira          | 57     | 0,54 / 100,00   |
| Votos Inválidos         | Votos Inválidos         | 179    | 1,66 / 100,00   |
| Total                   | Total                   | 10 783 | 100,00 / 100,00 |
| Eleitorado/Participação | Eleitorado/Participação | 18 867 | 57,15 / 100,00  |

| Freguesia      | %     | %     | %     | %     | %    | %    | Votantes |
| Freguesia      | ACS   | MA    | JDS   | MS    | FL   | GP   | Votantes |
| -------------- | ----- | ----- | ----- | ----- | ---- | ---- | -------- |
| Barrosa        | 15,54 | 24,32 | 32,09 | 18,24 | 9,46 | 0,34 | 304      |
| Benavente      | 37,63 | 24,82 | 20,78 | 10,74 | 5,64 | 0,38 | 3 740    |
| Samora Correia | 38,05 | 24,60 | 19,14 | 10,40 | 7,15 | 0,65 | 6 079    |
| Santo Estêvão  | 36,71 | 22,73 | 24,73 | 10,45 | 4,92 | 0,46 | 660      |
| Benavente      | 37,19 | 24,56 | 20,42 | 10,74 | 6,55 | 0,54 | 10 783   |

### Cartaxo
| Candidato               | Candidato               | Votos  | %               |
| ----------------------- | ----------------------- | ------ | --------------- |
|                         | Aníbal Cavaco Silva     | 4 502  | 37,76 / 100,00  |
|                         | Manuel Alegre           | 3 520  | 29,52 / 100,00  |
|                         | Mário Soares            | 1 779  | 14,92 / 100,00  |
|                         | Jerónimo de Sousa       | 1 299  | 10,89 / 100,00  |
|                         | Francisco Louçã         | 749    | 6,28 / 100,00   |
|                         | Garcia Pereira          | 74     | 0,62 / 100,00   |
| Votos Inválidos         | Votos Inválidos         | 283    | 2,32 / 100,00   |
| Total                   | Total                   | 12 206 | 100,00 / 100,00 |
| Eleitorado/Participação | Eleitorado/Participação | 19 646 | 62,13 / 100,00  |

| Freguesia           | %     | %     | %     | %     | %    | %    | Votantes |
| Freguesia           | ACS   | MA    | MS    | JDS   | FL   | GP   | Votantes |
| ------------------- | ----- | ----- | ----- | ----- | ---- | ---- | -------- |
| Cartaxo             | 44,32 | 28,17 | 12,26 | 8,90  | 5,82 | 0,51 | 5 193    |
| Ereira              | 24,16 | 27,76 | 17,99 | 21,08 | 9,00 | 0    | 392      |
| Lapa                | 41,48 | 30,81 | 11,36 | 6,71  | 8,43 | 1,20 | 596      |
| Pontével            | 30,12 | 30,75 | 18,98 | 12,48 | 7,22 | 0,45 | 2 302    |
| Valada              | 24,95 | 32,76 | 18,29 | 18,29 | 5,14 | 0,57 | 533      |
| Vale da Pedra       | 30,19 | 29,98 | 15,42 | 17,67 | 5,57 | 1,18 | 949      |
| Vale da Pinta       | 36,16 | 31,99 | 13,84 | 10,86 | 6,10 | 1,04 | 683      |
| Vila Chã de Ourique | 39,00 | 29,68 | 17,38 | 7,47  | 5,82 | 0,66 | 1 558    |
| Cartaxo             | 37,76 | 29,52 | 14,92 | 10,89 | 6,28 | 0,62 | 12 206   |

### Chamusca
| Candidato               | Candidato               | Votos | %               |
| ----------------------- | ----------------------- | ----- | --------------- |
|                         | Aníbal Cavaco Silva     | 1 803 | 31,94 / 100,00  |
|                         | Manuel Alegre           | 1 540 | 27,28 / 100,00  |
|                         | Jerónimo de Sousa       | 1 208 | 21,40 / 100,00  |
|                         | Mário Soares            | 806   | 14,28 / 100,00  |
|                         | Francisco Louçã         | 263   | 4,61 / 100,00   |
|                         | Garcia Pereira          | 25    | 0,44 / 100,00   |
| Votos Inválidos         | Votos Inválidos         | 100   | 1,74 / 100,00   |
| Total                   | Total                   | 5 745 | 100,00 / 100,00 |
| Eleitorado/Participação | Eleitorado/Participação | 9 802 | 58,61 / 100,00  |

| Freguesia       | %     | %     | %     | %     | %    | %    | Votantes |
| Freguesia       | ACS   | MA    | JDS   | MS    | FL   | GP   | Votantes |
| --------------- | ----- | ----- | ----- | ----- | ---- | ---- | -------- |
| Carregueira     | 29,26 | 29,17 | 19,39 | 14,09 | 7,36 | 0,72 | 1 137    |
| Chamusca        | 30,76 | 28,30 | 25,22 | 10,50 | 4,65 | 0,57 | 1 958    |
| Chouto          | 41,50 | 18,03 | 17,69 | 19,73 | 2,72 | 0,34 | 296      |
| Parreira        | 57,41 | 17,88 | 11,76 | 10,35 | 2,35 | 0,24 | 430      |
| Pinheiro Grande | 29,81 | 29,81 | 18,49 | 17,92 | 3,58 | 0,38 | 541      |
| Ulme            | 31,01 | 27,05 | 9,56  | 28,01 | 4,23 | 0,14 | 741      |
| Vale de Cavalos | 21,57 | 29,61 | 37,64 | 7,24  | 3,78 | 0,16 | 642      |
| Chamusca        | 31,94 | 27,28 | 21,40 | 14,28 | 4,61 | 0,44 | 5 745    |

### Constância
| Candidato               | Candidato               | Votos | %               |
| ----------------------- | ----------------------- | ----- | --------------- |
|                         | Aníbal Cavaco Silva     | 779   | 35,82 / 100,00  |
|                         | Manuel Alegre           | 579   | 26,62 / 100,00  |
|                         | Mário Soares            | 367   | 16,87 / 100,00  |
|                         | Jerónimo de Sousa       | 255   | 11,72 / 100,00  |
|                         | Francisco Louçã         | 181   | 8,32 / 100,00   |
|                         | Garcia Pereira          | 14    | 0,64 / 100,00   |
| Votos Inválidos         | Votos Inválidos         | 53    | 100,00 / 100,00 |
| Total                   | Total                   | 2 228 | 100,00 / 100,00 |
| Eleitorado/Participação | Eleitorado/Participação | 3 393 | 65,56 / 100,00  |

| Freguesia                  | %     | %     | %     | %     | %    | %    | Votantes |
| Freguesia                  | ACS   | MA    | MS    | JDS   | FL   | GP   | Votantes |
| -------------------------- | ----- | ----- | ----- | ----- | ---- | ---- | -------- |
| Constância                 | 44,35 | 27,31 | 7,80  | 12,94 | 6,78 | 0,82 | 506      |
| Montalvo                   | 43,77 | 23,86 | 14,13 | 8,81  | 8,66 | 0,76 | 674      |
| Santa Margarida da Coutada | 26,70 | 28,06 | 22,91 | 13,01 | 8,83 | 0,49 | 1 048    |
| Constância                 | 35,82 | 26,62 | 16,87 | 11,72 | 8,32 | 0,64 | 2 228    |

### Coruche
| Candidato               | Candidato               | Votos  | %               |
| ----------------------- | ----------------------- | ------ | --------------- |
|                         | Aníbal Cavaco Silva     | 3 604  | 32,57 / 100,00  |
|                         | Manuel Alegre           | 2 834  | 25,61 / 100,00  |
|                         | Jerónimo de Sousa       | 2 666  | 24,10 / 100,00  |
|                         | Mário Soares            | 1 482  | 13,39 / 100,00  |
|                         | Francisco Louçã         | 444    | 4,01 / 100,00   |
|                         | Garcia Pereira          | 34     | 0,31 / 100,00   |
| Votos Inválidos         | Votos Inválidos         | 181    | 1,61 / 100,00   |
| Total                   | Total                   | 11 245 | 100,00 / 100,00 |
| Eleitorado/Participação | Eleitorado/Participação | 19 229 | 58,48 / 100,00  |

| Freguesia            | %     | %     | %     | %     | %    | %    | Votantes |
| Freguesia            | ACS   | MA    | JDS   | MS    | FL   | GP   | Votantes |
| -------------------- | ----- | ----- | ----- | ----- | ---- | ---- | -------- |
| Biscainho            | 54,96 | 20,92 | 9,93  | 9,75  | 4,08 | 0,35 | 568      |
| Branca               | 40,55 | 19,14 | 18,26 | 16,75 | 4,66 | 0,63 | 804      |
| Coruche              | 39,10 | 27,27 | 15,01 | 13,30 | 5,01 | 0,30 | 4 701    |
| Couço                | 13,36 | 20,37 | 56,28 | 9,00  | 0,90 | 0,09 | 2 141    |
| Erra                 | 22,85 | 32,69 | 30,05 | 9,67  | 4,22 | 0,53 | 577      |
| Fajarda              | 26,26 | 31,40 | 19,15 | 17,94 | 4,92 | 0,33 | 930      |
| Santana do Mato      | 36,27 | 24,96 | 21,96 | 11,81 | 4,83 | 0,17 | 609      |
| São José da Lamarosa | 33,26 | 28,16 | 11,86 | 22,28 | 3,99 | 0,44 | 915      |
| Coruche              | 32,57 | 25,61 | 24,10 | 13,39 | 4,01 | 0,31 | 11 245   |

### Entroncamento
| Candidato               | Candidato               | Votos  | %               |
| ----------------------- | ----------------------- | ------ | --------------- |
|                         | Aníbal Cavaco Silva     | 3 911  | 38,82 / 100,00  |
|                         | Manuel Alegre           | 3 201  | 31,77 / 100,00  |
|                         | Mário Soares            | 1 186  | 11,77 / 100,00  |
|                         | Francisco Louçã         | 927    | 9,20 / 100,00   |
|                         | Jerónimo de Sousa       | 795    | 7,89 / 100,00   |
|                         | Garcia Pereira          | 55     | 0,55 / 100,00   |
| Votos Inválidos         | Votos Inválidos         | 257    | 2,48 / 100,00   |
| Total                   | Total                   | 10 332 | 100,00 / 100,00 |
| Eleitorado/Participação | Eleitorado/Participação | 15 807 | 65,36 / 100,00  |

| Freguesia               | %     | %     | %     | %    | %    | %    | Votantes |
| Freguesia               | ACS   | MA    | MS    | FL   | JDS  | GP   | Votantes |
| ----------------------- | ----- | ----- | ----- | ---- | ---- | ---- | -------- |
| Nossa Senhora de Fátima | 41,15 | 30,63 | 10,77 | 9,53 | 7,35 | 0,56 | 5 471    |
| São João Baptista       | 36,21 | 33,05 | 12,89 | 8,83 | 8,49 | 0,53 | 4 861    |
| Entroncamento           | 38,82 | 31,77 | 11,77 | 9,20 | 7,89 | 0,55 | 10 332   |

### Ferreira do Zêzere
| Candidato               | Candidato               | Votos | %               |
| ----------------------- | ----------------------- | ----- | --------------- |
|                         | Aníbal Cavaco Silva     | 3 760 | 69,71 / 100,00  |
|                         | Manuel Alegre           | 748   | 13,87 / 100,00  |
|                         | Mário Soares            | 535   | 9,92 / 100,00   |
|                         | Jerónimo de Sousa       | 186   | 3,45 / 100,00   |
|                         | Francisco Louçã         | 144   | 2,67 / 100,00   |
|                         | Garcia Pereira          | 21    | 0,39 / 100,00   |
| Votos Inválidos         | Votos Inválidos         | 121   | 2,20 / 100,00   |
| Total                   | Total                   | 5 515 | 100,00 / 100,00 |
| Eleitorado/Participação | Eleitorado/Participação | 8 110 | 68,00 / 100,00  |

| Freguesia             | %     | %     | %     | %    | %    | %    | Votantes |
| Freguesia             | ACS   | MA    | MS    | JDS  | FL   | GP   | Votantes |
| --------------------- | ----- | ----- | ----- | ---- | ---- | ---- | -------- |
| Águas Belas           | 58,78 | 17,42 | 16,69 | 3,92 | 3,19 | 0    | 701      |
| Areias                | 83,32 | 6,71  | 5,49  | 2,44 | 1,93 | 0,10 | 1 006    |
| Beco                  | 78,40 | 8,64  | 9,44  | 1,60 | 1,60 | 0,32 | 634      |
| Chãos                 | 79,95 | 10,03 | 4,49  | 1,32 | 3,17 | 1,06 | 387      |
| Dornes                | 66,58 | 17,46 | 10,97 | 2,00 | 2,49 | 0,50 | 413      |
| Ferreira do Zêzere    | 58,01 | 21,32 | 11,36 | 6,05 | 2,94 | 0,33 | 1 260    |
| Igreja Nova do Sobral | 76,36 | 9,76  | 9,54  | 1,74 | 1,95 | 0,65 | 471      |
| Paio Mendes           | 60,24 | 18,40 | 12,17 | 4,45 | 4,45 | 0,30 | 341      |
| Pias                  | 71,53 | 10,85 | 7,46  | 5,08 | 3,73 | 1,36 | 302      |
| Ferreira do Zêzere    | 69,71 | 13,87 | 9,92  | 3,45 | 2,67 | 0,39 | 5 515    |

### Golegã
| Candidato               | Candidato               | Votos | %               |
| ----------------------- | ----------------------- | ----- | --------------- |
|                         | Aníbal Cavaco Silva     | 963   | 34,45 / 100,00  |
|                         | Manuel Alegre           | 840   | 30,05 / 100,00  |
|                         | Jerónimo de Sousa       | 441   | 15,78 / 100,00  |
|                         | Mário Soares            | 386   | 13,81 / 100,00  |
|                         | Francisco Louçã         | 159   | 5,69 / 100,00   |
|                         | Garcia Pereira          | 6     | 0,21 / 100,00   |
| Votos Inválidos         | Votos Inválidos         | 49    | 1,73 / 100,00   |
| Total                   | Total                   | 2 844 | 100,00 / 100,00 |
| Eleitorado/Participação | Eleitorado/Participação | 4 765 | 59,69 / 100,00  |

| Freguesia | %     | %     | %     | %     | %    | %    | Votantes |
| Freguesia | ACS   | MA    | JDS   | MS    | FL   | GP   | Votantes |
| --------- | ----- | ----- | ----- | ----- | ---- | ---- | -------- |
| Azinhaga  | 23,41 | 28,64 | 28,07 | 16,25 | 3,41 | 0,23 | 888      |
| Golegã    | 39,53 | 30,70 | 10,13 | 12,69 | 6,74 | 0,21 | 1 956    |
| Golegã    | 34,45 | 30,05 | 15,78 | 13,81 | 5,69 | 0,21 | 2 844    |

### Mação
| Candidato               | Candidato               | Votos | %               |
| ----------------------- | ----------------------- | ----- | --------------- |
|                         | Aníbal Cavaco Silva     | 3 226 | 59,08 / 100,00  |
|                         | Manuel Alegre           | 1 066 | 19,52 / 100,00  |
|                         | Mário Soares            | 679   | 12,44 / 100,00  |
|                         | Jerónimo de Sousa       | 230   | 4,21 / 100,00   |
|                         | Francisco Louçã         | 221   | 4,05 / 100,00   |
|                         | Garcia Pereira          | 38    | 0,70 / 100,00   |
| Votos Inválidos         | Votos Inválidos         | 93    | 1,67 / 100,00   |
| Total                   | Total                   | 5 553 | 100,00 / 100,00 |
| Eleitorado/Participação | Eleitorado/Participação | 7 910 | 70,20 / 100,00  |

| Freguesia  | %     | %     | %     | %    | %    | %    | Votantes |
| Freguesia  | ACS   | MA    | MS    | JDS  | FL   | GP   | Votantes |
| ---------- | ----- | ----- | ----- | ---- | ---- | ---- | -------- |
| Aboboreira | 61,42 | 17,81 | 14,38 | 1,83 | 3,42 | 1,14 | 448      |
| Amêndoa    | 74,89 | 12,45 | 7,73  | 1,72 | 3,22 | 0    | 470      |
| Cardigos   | 85,08 | 6,50  | 5,78  | 0,96 | 1,44 | 0,24 | 837      |
| Carvoeiro  | 63,03 | 13,98 | 16,28 | 2,87 | 3,26 | 0,57 | 535      |
| Envendos   | 58,20 | 17,47 | 15,99 | 3,23 | 4,44 | 0,67 | 756      |
| Mação      | 42,52 | 29,55 | 13,56 | 7,48 | 5,65 | 1,25 | 1 395    |
| Ortiga     | 42,40 | 29,98 | 13,70 | 6,64 | 6,64 | 0,64 | 473      |
| Penhascoso | 57,48 | 20,70 | 12,58 | 5,41 | 3,34 | 0,48 | 639      |
| Mação      | 59,08 | 19,52 | 12,44 | 4,21 | 4,05 | 0,70 | 5 553    |

### Ourém
| Candidato               | Candidato               | Votos  | %               |
| ----------------------- | ----------------------- | ------ | --------------- |
|                         | Aníbal Cavaco Silva     | 21 032 | 81,40 / 100,00  |
|                         | Manuel Alegre           | 2 209  | 8,55 / 100,00   |
|                         | Mário Soares            | 1 511  | 5,85 / 100,00   |
|                         | Francisco Louçã         | 638    | 2,47 / 100,00   |
|                         | Jerónimo de Sousa       | 382    | 1,48 / 100,00   |
|                         | Garcia Pereira          | 65     | 0,25 / 100,00   |
| Votos Inválidos         | Votos Inválidos         | 370    | 1,41 / 100,00   |
| Total                   | Total                   | 26 207 | 100,00 / 100,00 |
| Eleitorado/Participação | Eleitorado/Participação | 38 229 | 68,55 / 100,00  |

| Freguesia                       | %     | %     | %     | %    | %    | %    | Votantes |
| Freguesia                       | ACS   | MA    | MS    | FL   | JDS  | GP   | Votantes |
| ------------------------------- | ----- | ----- | ----- | ---- | ---- | ---- | -------- |
| Alburitel                       | 64,02 | 17,17 | 10,35 | 5,56 | 2,65 | 0,25 | 813      |
| Atouguia                        | 83,62 | 6,81  | 5,99  | 1,93 | 1,38 | 0,28 | 1 470    |
| Casal dos Bernardos             | 91,58 | 3,99  | 2,81  | 1,18 | 0,30 | 0,15 | 686      |
| Caxarias                        | 74,76 | 11,33 | 9,18  | 2,32 | 1,97 | 0,43 | 1 180    |
| Cercal                          | 92,31 | 3,68  | 1,84  | 1,51 | 0,33 | 0,33 | 606      |
| Espite                          | 84,58 | 6,92  | 5,04  | 2,59 | 0,58 | 0,29 | 702      |
| Fátima                          | 86,33 | 6,73  | 3,79  | 2,05 | 0,89 | 0,22 | 5 593    |
| Formigais                       | 85,61 | 4,55  | 8,33  | 0,38 | 1,14 | 0    | 267      |
| Freixianda                      | 90,36 | 4,34  | 3,24  | 1,10 | 0,65 | 0,32 | 1 560    |
| Gondemaria                      | 93,58 | 2,39  | 1,64  | 1,64 | 0,63 | 0,13 | 804      |
| Matas                           | 87,48 | 5,18  | 4,03  | 1,58 | 1,58 | 0,14 | 703      |
| Nossa Senhora da Piedade        | 66,43 | 15,29 | 11,11 | 4,17 | 2,73 | 0,26 | 3 457    |
| Nossa Senhora das Misericórdias | 80,39 | 10,05 | 5,44  | 1,94 | 2,01 | 0,17 | 2 935    |
| Olival                          | 82,50 | 7,25  | 5,17  | 2,54 | 2,16 | 0,39 | 1 312    |
| Ribeira do Fárrio               | 93,83 | 2,76  | 1,46  | 1,46 | 0,49 | 0    | 619      |
| Rio de Couros                   | 89,84 | 3,14  | 3,55  | 2,81 | 0,41 | 0,25 | 1 220    |
| Seiça                           | 64,85 | 17,15 | 11,80 | 3,60 | 2,18 | 0,42 | 1 222    |
| Urqueira                        | 82,35 | 7,33  | 5,11  | 3,09 | 1,83 | 0,29 | 1 058    |
| Ourém                           | 81,40 | 8,55  | 5,85  | 2,47 | 1,48 | 0,25 | 26 207   |

### Rio Maior
| Candidato               | Candidato               | Votos  | %               |
| ----------------------- | ----------------------- | ------ | --------------- |
|                         | Aníbal Cavaco Silva     | 7 137  | 63,45 / 100,00  |
|                         | Manuel Alegre           | 1 771  | 15,75 / 100,00  |
|                         | Mário Soares            | 1 351  | 12,01 / 100,00  |
|                         | Jerónimo de Sousa       | 467    | 4,15 / 100,00   |
|                         | Francisco Louçã         | 463    | 4,12 / 100,00   |
|                         | Garcia Pereira          | 58     | 0,52 / 100,00   |
| Votos Inválidos         | Votos Inválidos         | 249    | 2,17 / 100,00   |
| Total                   | Total                   | 11 496 | 100,00 / 100,00 |
| Eleitorado/Participação | Eleitorado/Participação | 17 905 | 64,21 / 100,00  |

| Freguesia            | %     | %     | %     | %     | %    | %    | Votantes |
| Freguesia            | ACS   | MA    | MS    | JDS   | FL   | GP   | Votantes |
| -------------------- | ----- | ----- | ----- | ----- | ---- | ---- | -------- |
| Alcobertas           | 84,06 | 7,48  | 4,93  | 1,31  | 1,89 | 0,33 | 1 240    |
| Arrouquelas          | 37,63 | 23,66 | 20,70 | 13,98 | 3,76 | 0,27 | 375      |
| Arruda dos Pisões    | 71,03 | 12,70 | 8,73  | 3,57  | 3,17 | 0,79 | 260      |
| Asseiceira           | 51,91 | 18,90 | 16,03 | 7,66  | 4,78 | 0,72 | 433      |
| Assentiz             | 45,13 | 26,35 | 15,88 | 6,50  | 5,78 | 0,36 | 282      |
| Azambujeira          | 59,45 | 16,93 | 13,39 | 4,33  | 5,91 | 0    | 262      |
| Fráguas              | 68,62 | 13,01 | 13,33 | 1,30  | 3,41 | 0,33 | 625      |
| Malaqueijo           | 59,26 | 14,44 | 18,15 | 4,81  | 2,96 | 0,37 | 276      |
| Marmeleira           | 42,35 | 19,61 | 18,04 | 12,55 | 6,67 | 0,78 | 262      |
| Outeiro da Cortiçada | 67,28 | 15,43 | 8,23  | 3,70  | 4,53 | 0,82 | 496      |
| Ribeira de São João  | 59,02 | 15,79 | 13,91 | 5,26  | 5,64 | 0,38 | 271      |
| Rio Maior            | 62,66 | 16,59 | 12,02 | 3,88  | 4,32 | 0,53 | 5 934    |
| São João da Ribeira  | 58,39 | 18,43 | 14,08 | 3,31  | 4,76 | 1,04 | 503      |
| São Sebastião        | 75,36 | 9,78  | 9,78  | 1,09  | 3,62 | 0,36 | 277      |
| Rio Maior            | 63,45 | 15,75 | 12,01 | 4,15  | 4,12 | 0,52 | 11 496   |

### Salvaterra de Magos
| Candidato               | Candidato               | Votos  | %               |
| ----------------------- | ----------------------- | ------ | --------------- |
|                         | Aníbal Cavaco Silva     | 3 255  | 35,90 / 100,00  |
|                         | Manuel Alegre           | 2 433  | 26,83 / 100,00  |
|                         | Mário Soares            | 1 316  | 14,51 / 100,00  |
|                         | Jerónimo de Sousa       | 1 189  | 13,11 / 100,00  |
|                         | Francisco Louçã         | 831    | 9,16 / 100,00   |
|                         | Garcia Pereira          | 44     | 0,49 / 100,00   |
| Votos Inválidos         | Votos Inválidos         | 146    | 1,58 / 100,00   |
| Total                   | Total                   | 9 214  | 100,00 / 100,00 |
| Eleitorado/Participação | Eleitorado/Participação | 17 094 | 53,90 / 100,00  |

| Freguesia           | %     | %     | %     | %     | %     | %    | Votantes |
| Freguesia           | ACS   | MA    | MS    | JDS   | FL    | GP   | Votantes |
| ------------------- | ----- | ----- | ----- | ----- | ----- | ---- | -------- |
| Foros de Salvaterra | 39,89 | 23,88 | 9,24  | 15,26 | 11,23 | 0,50 | 1 635    |
| Glória do Ribatejo  | 17,01 | 32,12 | 22,84 | 17,50 | 9,91  | 0,63 | 1 439    |
| Granho              | 20,97 | 37,60 | 22,76 | 9,97  | 8,70  | 0    | 394      |
| Marinhais           | 45,65 | 25,98 | 11,88 | 8,12  | 7,88  | 0,49 | 2 487    |
| Muge                | 22,42 | 29,55 | 30,76 | 8,94  | 8,18  | 0,15 | 663      |
| Salvaterra de Magos | 40,40 | 24,21 | 10,25 | 15,60 | 8,99  | 0,55 | 2 596    |
| Salvaterra de Magos | 35,90 | 26,83 | 14,51 | 13,11 | 9,16  | 0,49 | 9 214    |

### Santarém
| Candidato               | Candidato               | Votos  | %               |
| ----------------------- | ----------------------- | ------ | --------------- |
|                         | Aníbal Cavaco Silva     | 15 378 | 45,67 / 100,00  |
|                         | Manuel Alegre           | 8 695  | 25,82 / 100,00  |
|                         | Mário Soares            | 4 850  | 14,40 / 100,00  |
|                         | Jerónimo de Sousa       | 2 958  | 8,78 / 100,00   |
|                         | Francisco Louçã         | 1 656  | 4,92 / 100,00   |
|                         | Garcia Pereira          | 138    | 0,41 / 100,00   |
| Votos Inválidos         | Votos Inválidos         | 657    | 1,92 / 100,00   |
| Total                   | Total                   | 34 332 | 100,00 / 100,00 |
| Eleitorado/Participação | Eleitorado/Participação | 52 874 | 64,93 / 100,00  |

| Freguesia                         | %     | %     | %     | %     | %    | %    | Votantes |
| Freguesia                         | ACS   | MA    | MS    | JDS   | FL   | GP   | Votantes |
| --------------------------------- | ----- | ----- | ----- | ----- | ---- | ---- | -------- |
| Abitureiras                       | 46,35 | 30,00 | 16,15 | 4,04  | 3,08 | 0,38 | 529      |
| Abrã                              | 61,82 | 20,03 | 9,86  | 3,60  | 4,38 | 0,31 | 653      |
| Achete                            | 45,52 | 23,54 | 18,23 | 5,52  | 6,25 | 0,94 | 984      |
| Alcanede                          | 71,40 | 13,76 | 8,32  | 2,85  | 3,37 | 0,30 | 2 757    |
| Alcanhões                         | 34,55 | 28,53 | 13,46 | 18,30 | 4,41 | 0,75 | 948      |
| Almoster                          | 31,17 | 30,13 | 16,10 | 15,79 | 6,30 | 0,52 | 981      |
| Amiais de Baixo                   | 35,87 | 23,32 | 28,88 | 7,89  | 3,59 | 0,45 | 1 140    |
| Arneiro das Milhariças            | 38,72 | 27,82 | 19,17 | 8,27  | 5,26 | 0,75 | 546      |
| Azoia de Baixo                    | 44,72 | 26,09 | 14,91 | 7,45  | 5,59 | 1,24 | 164      |
| Azoia de Cima                     | 44,48 | 23,10 | 20,34 | 7,59  | 4,48 | 0    | 298      |
| Casével                           | 49,53 | 22,98 | 17,33 | 4,14  | 6,03 | 0    | 538      |
| Gançaria                          | 67,63 | 13,16 | 12,63 | 2,37  | 3,95 | 0,26 | 389      |
| Moçarria                          | 30,69 | 35,59 | 20,03 | 8,36  | 5,04 | 0,29 | 706      |
| Pernes                            | 36,83 | 23,25 | 17,76 | 17,27 | 4,49 | 0,40 | 1 023    |
| Pombalinho                        | 15,93 | 43,34 | 19,06 | 17,49 | 3,92 | 0,26 | 388      |
| Póvoa da Isenta                   | 33,86 | 27,19 | 13,16 | 19,65 | 5,79 | 0,35 | 582      |
| Póvoa de Santarém                 | 43,41 | 27,13 | 14,99 | 8,79  | 4,91 | 0,78 | 392      |
| Romeira                           | 39,67 | 26,53 | 21,83 | 8,92  | 3,05 | 0    | 433      |
| Santa Iria da Ribeira de Santarém | 27,53 | 37,83 | 15,54 | 10,49 | 8,05 | 0,56 | 544      |
| Santarém (Marvila)                | 51,20 | 25,21 | 12,68 | 6,42  | 4,17 | 0,32 | 5 817    |
| Santarém (São Nicolau)            | 45,19 | 28,47 | 13,42 | 6,89  | 5,63 | 0,40 | 4 286    |
| Santarém (São Salvador)           | 47,37 | 25,90 | 11,57 | 9,70  | 5,03 | 0,44 | 4 642    |
| São Vicente do Paul               | 36,52 | 27,50 | 16,54 | 12,57 | 6,12 | 0,75 | 949      |
| Tremês                            | 48,57 | 23,18 | 18,20 | 4,82  | 4,82 | 0,41 | 1 257    |
| Vale de Figueira                  | 24,86 | 33,52 | 16,34 | 21,93 | 3,07 | 0,28 | 726      |
| Vale de Santarém                  | 33,38 | 30,96 | 15,18 | 12,56 | 7,52 | 0,40 | 1 521    |
| Vaqueiros                         | 39,91 | 26,61 | 7,34  | 22,94 | 2,75 | 0,46 | 220      |
| Várzea                            | 47,39 | 25,53 | 13,87 | 6,44  | 6,55 | 0,22 | 919      |
| Santarém                          | 45,67 | 25,82 | 14,40 | 8,78  | 4,92 | 0,41 | 34 332   |

### Sardoal
| Candidato               | Candidato               | Votos | %               |
| ----------------------- | ----------------------- | ----- | --------------- |
|                         | Aníbal Cavaco Silva     | 1 507 | 56,48 / 100,00  |
|                         | Manuel Alegre           | 595   | 22,30 / 100,00  |
|                         | Mário Soares            | 302   | 11,32 / 100,00  |
|                         | Francisco Louçã         | 137   | 5,13 / 100,00   |
|                         | Jerónimo de Sousa       | 112   | 4,20 / 100,00   |
|                         | Garcia Pereira          | 15    | 0,56 / 100,00   |
| Votos Inválidos         | Votos Inválidos         | 74    | 2,70 / 100,00   |
| Total                   | Total                   | 2 742 | 100,00 / 100,00 |
| Eleitorado/Participação | Eleitorado/Participação | 3 732 | 73,47 / 100,00  |

| Freguesia              | %     | %     | %     | %    | %    | %    | Votantes |
| Freguesia              | ACS   | MA    | MS    | FL   | JDS  | GP   | Votantes |
| ---------------------- | ----- | ----- | ----- | ---- | ---- | ---- | -------- |
| Alcaravela             | 70,13 | 12,76 | 7,24  | 5,13 | 4,21 | 0,53 | 775      |
| Santiago de Montalegre | 76,47 | 13,12 | 6,79  | 2,26 | 0,45 | 0,90 | 227      |
| Sardoal                | 46,88 | 28,68 | 14,10 | 5,76 | 4,17 | 0,42 | 1 489    |
| Valhascos              | 52,63 | 22,67 | 11,74 | 4,05 | 7,69 | 1,21 | 251      |
| Sardoal                | 56,48 | 22,30 | 11,32 | 5,13 | 4,20 | 0,56 | 2 742    |

### Tomar
| Candidato               | Candidato               | Votos  | %               |
| ----------------------- | ----------------------- | ------ | --------------- |
|                         | Aníbal Cavaco Silva     | 12 788 | 54,56 / 100,00  |
|                         | Manuel Alegre           | 4 831  | 20,61 / 100,00  |
|                         | Mário Soares            | 3 035  | 12,95 / 100,00  |
|                         | Francisco Louçã         | 1 335  | 5,70 / 100,00   |
|                         | Jerónimo de Sousa       | 1 331  | 5,68 / 100,00   |
|                         | Garcia Pereira          | 118    | 0,50 / 100,00   |
| Votos Inválidos         | Votos Inválidos         | 577    | 2,40 / 100,00   |
| Total                   | Total                   | 24 015 | 100,00 / 100,00 |
| Eleitorado/Participação | Eleitorado/Participação | 38 359 | 62,61 / 100,00  |

| Freguesia                | %     | %     | %     | %    | %     | %    | Votantes |
| Freguesia                | ACS   | MA    | MS    | FL   | JDS   | GP   | Votantes |
| ------------------------ | ----- | ----- | ----- | ---- | ----- | ---- | -------- |
| Além da Ribeira          | 41,82 | 26,67 | 18,38 | 4,24 | 7,88  | 1,01 | 518      |
| Alviobeira               | 63,14 | 14,95 | 13,40 | 5,41 | 3,09  | 0    | 399      |
| Asseiceira               | 41,74 | 24,86 | 18,32 | 8,41 | 5,65  | 1,02 | 1 703    |
| Beselga                  | 49,60 | 24,70 | 11,95 | 6,57 | 6,57  | 0,60 | 513      |
| Carregueiros             | 53,49 | 20,93 | 7,44  | 4,96 | 12,71 | 0,47 | 654      |
| Casais                   | 61,93 | 16,16 | 13,24 | 3,29 | 5,01  | 0,37 | 1 380    |
| Junceira                 | 76,35 | 12,69 | 5,96  | 2,88 | 1,92  | 0,19 | 526      |
| Madalena                 | 44,01 | 24,45 | 15,38 | 7,27 | 8,47  | 0,42 | 1 719    |
| Olalhas                  | 84,01 | 6,32  | 5,53  | 1,38 | 2,27  | 0,49 | 1 036    |
| Paialvo                  | 40,32 | 26,60 | 13,49 | 7,76 | 11,15 | 0,68 | 1 366    |
| Pedreira                 | 57,18 | 15,14 | 16,71 | 3,66 | 7,31  | 0    | 394      |
| Sabacheira               | 49,40 | 21,10 | 18,70 | 4,83 | 5,49  | 0,69 | 593      |
| Santa Maria dos Olivais  | 53,85 | 22,51 | 12,42 | 5,96 | 4,77  | 0,51 | 7 092    |
| São Pedro de Tomar       | 53,63 | 18,32 | 13,78 | 7,07 | 6,95  | 0,24 | 1 699    |
| Serra                    | 81,89 | 6,46  | 6,92  | 1,96 | 2,42  | 0,35 | 886      |
| Tomar (São João Batista) | 53,95 | 22,00 | 13,22 | 5,34 | 4,99  | 0,49 | 3 537    |
| Tomar                    | 54,56 | 20,61 | 12,95 | 5,70 | 5,68  | 0,50 | 24 015   |

### Torres Novas
| Candidato               | Candidato               | Votos  | %               |
| ----------------------- | ----------------------- | ------ | --------------- |
|                         | Aníbal Cavaco Silva     | 8 100  | 41,03 / 100,00  |
|                         | Manuel Alegre           | 5 748  | 28,41 / 100,00  |
|                         | Mário Soares            | 2 895  | 14,31 / 100,00  |
|                         | Jerónimo de Sousa       | 1 942  | 9,60 / 100,00   |
|                         | Francisco Louçã         | 1 450  | 7,17 / 100,00   |
|                         | Garcia Pereira          | 99     | 0,49 / 100,00   |
| Votos Inválidos         | Votos Inválidos         | 460    | 2,23 / 100,00   |
| Total                   | Total                   | 20 694 | 100,00 / 100,00 |
| Eleitorado/Participação | Eleitorado/Participação | 31 669 | 65,34 / 100,00  |

| Freguesia                  | %     | %     | %     | %     | %     | %    | Votantes |
| Freguesia                  | ACS   | MA    | MS    | JDS   | FL    | GP   | Votantes |
| -------------------------- | ----- | ----- | ----- | ----- | ----- | ---- | -------- |
| Alcorochel                 | 40,13 | 28,70 | 11,88 | 10,76 | 8,30  | 0,22 | 458      |
| Assentiz                   | 49,31 | 23,07 | 15,50 | 5,03  | 6,51  | 0,58 | 1 937    |
| Brogueira                  | 28,23 | 31,29 | 17,26 | 16,13 | 6,45  | 0,65 | 629      |
| Chancelaria                | 65,36 | 18,55 | 8,34  | 3,34  | 3,93  | 0,49 | 1 051    |
| Lapas                      | 25,38 | 30,49 | 18,06 | 17,63 | 8,18  | 0,26 | 1 204    |
| Meia Via                   | 35,45 | 31,87 | 15,59 | 8,43  | 8,31  | 0,35 | 886      |
| Olaia                      | 38,14 | 26,99 | 13,78 | 11,15 | 9,18  | 0,75 | 1 090    |
| Paço                       | 48,04 | 25,64 | 10,85 | 8,31  | 6,93  | 0,23 | 447      |
| Parceiros de Igreja        | 46,05 | 21,43 | 21,43 | 4,89  | 5,64  | 0,56 | 537      |
| Pedrógão                   | 42,44 | 28,65 | 10,94 | 10,78 | 6,68  | 0,50 | 1 238    |
| Riachos                    | 30,37 | 36,01 | 12,31 | 10,98 | 9,81  | 0,53 | 2 696    |
| Ribeira Branca             | 19,07 | 29,30 | 10,47 | 25,12 | 15,12 | 0,93 | 434      |
| Torres Novas (Salvador)    | 51,63 | 25,30 | 12,09 | 5,58  | 4,84  | 0,56 | 1 092    |
| Torres Novas (Santa Maria) | 40,11 | 29,30 | 15,17 | 8,06  | 6,76  | 0,60 | 2 373    |
| Torres Novas (Santiago)    | 40,89 | 30,21 | 14,61 | 8,54  | 5,58  | 0,16 | 614      |
| Torres Novas (São Pedro)   | 39,67 | 27,98 | 16,67 | 9,22  | 6,04  | 0,42 | 3 423    |
| Zibreira                   | 40,21 | 28,50 | 12,76 | 12,24 | 6,12  | 0,17 | 585      |
| Torres Novas               | 41,03 | 28,41 | 14,31 | 9,60  | 7,17  | 0,49 | 20 694   |

### Vila Nova da Barquinha
| Candidato               | Candidato               | Votos | %               |
| ----------------------- | ----------------------- | ----- | --------------- |
|                         | Aníbal Cavaco Silva     | 1 601 | 39,78 / 100,00  |
|                         | Manuel Alegre           | 1 101 | 27,35 / 100,00  |
|                         | Mário Soares            | 619   | 15,38 / 100,00  |
|                         | Jerónimo de Sousa       | 406   | 10,09 / 100,00  |
|                         | Francisco Louçã         | 271   | 6,73 / 100,00   |
|                         | Garcia Pereira          | 27    | 0,67 / 100,00   |
| Votos Inválidos         | Votos Inválidos         | 80    | 1,95 / 100,00   |
| Total                   | Total                   | 4 105 | 100,00 / 100,00 |
| Eleitorado/Participação | Eleitorado/Participação | 6 546 | 62,71 / 100,00  |

| Freguesia              | %     | %     | %     | %     | %    | %    | Votantes |
| Freguesia              | ACS   | MA    | MS    | JDS   | FL   | GP   | Votantes |
| ---------------------- | ----- | ----- | ----- | ----- | ---- | ---- | -------- |
| Atalaia                | 31,29 | 30,76 | 16,70 | 13,95 | 6,77 | 0,53 | 962      |
| Moita do Norte         | 34,33 | 29,90 | 14,36 | 13,82 | 7,14 | 0,45 | 1 128    |
| Praia do Ribatejo      | 50,44 | 20,95 | 14,35 | 6,11  | 7,27 | 0,87 | 1 056    |
| Tancos                 | 29,48 | 38,15 | 21,39 | 3,47  | 6,94 | 0,58 | 175      |
| Vila Nova da Barquinha | 46,09 | 26,55 | 15,23 | 6,77  | 5,34 | 0,91 | 784      |
| Vila Nova da Barquinha | 39,78 | 27,35 | 15,38 | 10,09 | 6,73 | 0,67 | 4 105    |